# Frank Barnwell
Frank Barnwell, född 23 november 1880 i Lewisham i sydöstra London, död 2 augusti 1938 nära Bristol, var en brittisk flygpionjär, kapten och flygplanskonstruktör.
Frank Barnwell arbetade sex år som konstruktör och båtbyggare innan han 1908 slog sig samman med sin bror Harold Barnwell som flygplanskonstruktör vid det skotska företaget Grampian Motors & Engineering Company i Stirling. Där arbetade man 1908-1909 med konstruktionen och tillverkningen av företagets första glid- och motorflygplan. 28 juli 1909 genomförde brodern Harold den första flygningen i Skottland med deras andra egentillverkade flygplan genom att genomföra en 80 meter lång flygning på fem meters höjd. Året efter lyckades Frank att med en nykonstruktion flyga en sträcka på 600 meter. 1911 anställdes han vid British & Colonial Aeroplane Co som konstruktör. Här kom han från 1913 till 1921 att konstruera dubbeldäckaren Scout och monoplanet Bullet samt Bristol F 2.B. Efter 1923 kom de kända flygplanen Bristol Bulldog och bombflygplanet Blenheim. Under 1938 arbetade han med att konstruera ett lätt, ensitsigt flygplan för Civil Air Guard. Samtidigt tillverkades ett exemplar av flygplanet för personligt bruk. Vid flygplanets andra start 2 augusti 1938 havererade flygplanet varvid Barnwell omkom. Även brodern Harold omkom i ett flyghaveri. Bröderna räknas som Englands svar på bröderna Wright, och ett monument har uppförts i Causewayhead för att hedra deras pionjärflygningar.